# Freycinetia cumingiana
Freycinetia cumingiana är en enhjärtbladig växtart som beskrevs av Charles Gaudichaud-Beaupré. Freycinetia cumingiana ingår i släktet Freycinetia och familjen Pandanaceae.
Artens utbredningsområde är Filippinerna. Inga underarter finns listade.

## Bildgalleri

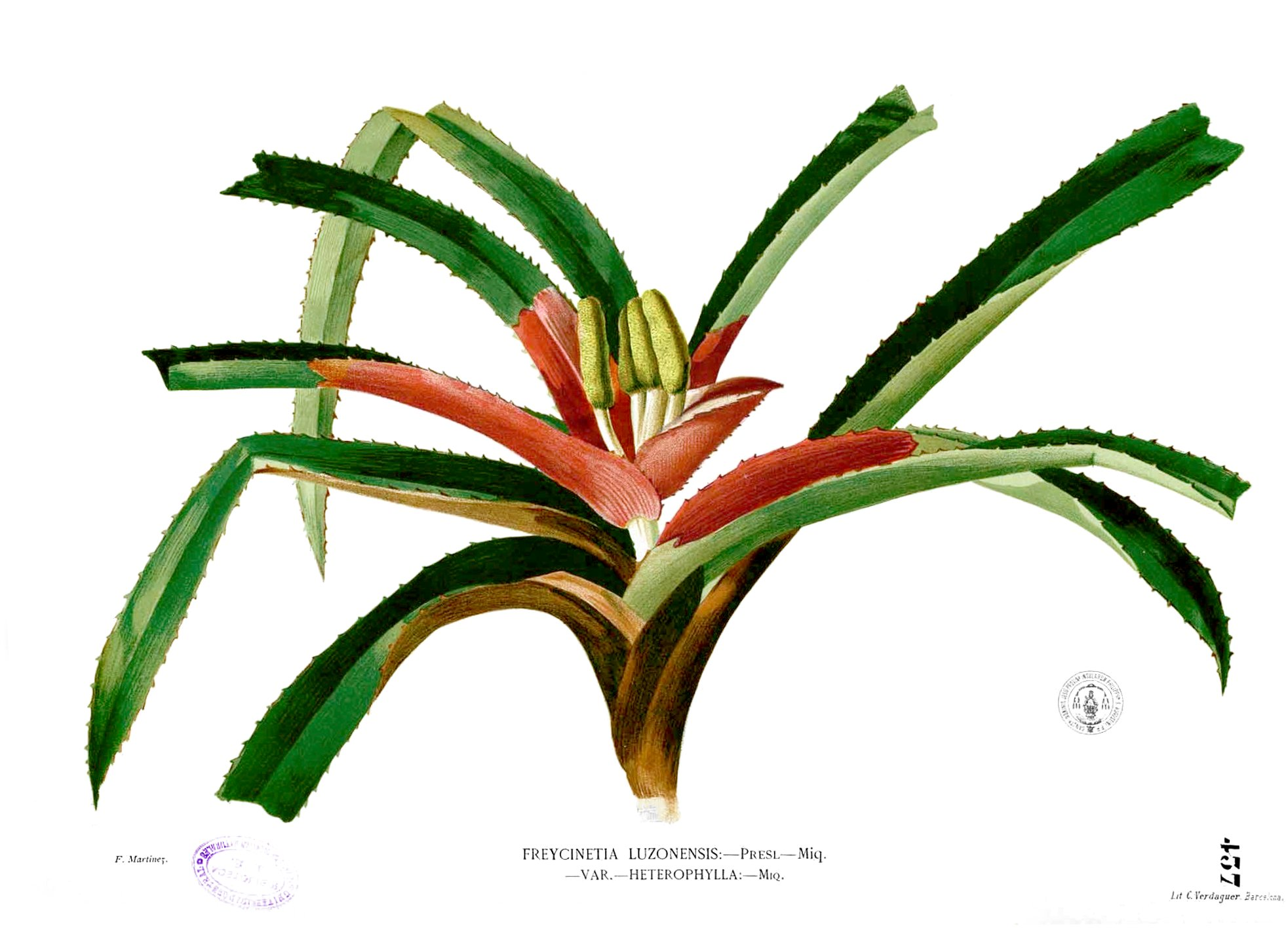